# Hayley Matthews
Pour les articles homonymes, voir Matthews.
Harley Kristen Matthews est une joueuse de cricket et athlète barbadienne née le 19 mars 1998.

## Biographie

### Enfance et formation
Elle est née en Barbade le 19 mars 1998. Son est aussi joueur de cricket.

### Carrière
À l’âge de 11 ans, elle devient capitaine de l’équipe de son école de garçons. À l’âge de 12 ans, elle avait fait ses débuts avec l’équipe féminine senior de la Barbade.
Elle a également représenté la Barbade au lancer du javelot lors de compétitions internationales d’athlétisme, remportant la médaille d'argent aux Jeux de l'Association de libre-échange des Caraïbes en 2013 (en) à Nassau et en 2014 à Fort-de-France, la médaille de bronze aux Championnats d'Amérique centrale et des Caraïbes d'athlétisme juniors 2014 (en) à Morelia et la médaille d'or aux Jeux de l'Association de libre-échange des Caraïbes de 2015 (en) à Saint-Christophe-et-Niévès.
En 2022, elle remplace Stafanie Taylor en tant que capitaine de l'équipe antillaise.